# Calathea foliosa
Calathea foliosa är en strimbladsväxtart som beskrevs av Willard Winfield Rowlee, Robert Everard Woodson och Robert Walter Schery. Calathea foliosa ingår i släktet Calathea och familjen strimbladsväxter. Inga underarter finns listade.